# Jean de Bonmarché
Jean (de) Bonmarché (Douai, 1520-¿Valenciennes?, finales del siglo XVI) fue un compositor franco-flamenco, maestro de capilla de la Capilla flamenca en Madrid desde principios de 1565 hasta 1570.

## Vida
Se cree que Jean de Bonmarché nació en Douai, pero también se citan las ciudades de Valenciennes e Ypres como posibles lugares de su nacimiento.
Poco se sabe de su juventud; su carrera sugiere que debe haberse matriculado pronto en un seminario o en la universidad. Más tarde se le encuentra como maestro de infantes en la iglesia colegiada de Cortrique. La mayor parte de su obra musical (si no toda) fue compuesta entre 1545 y 1560, cuando obtuvo la dirección del coro de la Catedral de Cambrai.
A finales de 1564, cuando aún era canónigo y maestro de coro de la Catedral de Cambrai, fue llamado por la duquesa de Parma, Margarita de Parma, que deseaba estudiar con él la posibilidad de que retomara el cargo de maestro de capilla de la Capilla flamenca de Felipe II en Madrid. En una carta dirigida al rey, fechada el 30 de noviembre de 1564, Margarita explicaba las razones por las que Charles Chastelain, en un primer acercamiento, se vio obligado a renunciar al cargo y ya mencionaba a Jean de Bonmarché como «músico hábil». La Duquesa de Parma lo describe de la siguiente manera:

[...] es uno de los hombres más hábiles en la música que hay en los Países Bajos. Según le han dicho, es un gran compositor pero no tiene voz. Es pequeño y de poca apariencia porque no tiene barba aunque tiene más de cuarenta años.

En una segunda carta, fechada el 26 de diciembre de 1564 , la duquesa de Parma anuncia al soberano que Bonmarché había aceptado las honrosas funciones que se le ofrecían.
Habiendo obtenido Felipe II un indulto de Pío IV en 1560 que le ofrecía la posibilidad de nombrar una dignidad eclesiástica más baja que la más alta o una prebenda de cada una de las iglesias de los Países Bajos, confió a Jean de Bonmarché el decanato de Catedral de Lille. Sin embargo, los albaceas apostólicos tuvieron que intervenir tras la oposición que presentó el capítulo de Lille. Finalmente pusieron a Jean de Bonmarché en posesión de los emolumentos vinculados a este cargo.
En una carta que Felipe II dirige al duque de Alba, Fernando Álvarez de Toledo, fechada el 8 de febrero de 1568, el Rey explica que su maestro de capilla cree que la capilla carece de las mejores voces y le indica que se asegure de que se contraten ocho nuevos cantores en los Países Bajos.
En 1570, Jean de Bonmarché renunciará por motivos desconocidos a su cargo de maestro de capilla. Se retiró a Valenciennes, donde tuvo como alumno a Pierre Maillart, que dijo de su maestro que era un «hombre de gran saber». Durante este tiempo Jean de Bonmarché escribió un tratado sobre música que no llegó a publicarse. Se lo confió a su discípulo.
Jean de Bonmarché probablemente murió en Valenciennes en el último cuarto del siglo XVI.

## Obra
En el Escorial se conservan varias misas y motetes.
También dejó un motete a ocho voces para la letra Constitutes los principes. Esta pieza forma parte de la colección publicada por Clément Stephan, de Eger, bajo este título: Cantiones triginta selectissimæ, quinque, sex, septem, octo, duodecim et plurimum vocum, sub quatuor tantum, artificiose, musicis numeris à prœstantissimis hujus artis artificibus ornatæ. Norimbergæ, in officina Ulrici Neuberi, 1568, en cuartilla. Es el n.° 12 de la colección.